# Жеребцов, Дмитрий Сергеевич
Дмитрий Сергеевич Жеребцов (1777—1845) — русский государственный деятель, новгородский губернатор; действительный статский советник.

## Биография
Родился 21 ноября (2 декабря) 1777 года в семье Сергея Алексеевича Жеребцова, женатого на княжне Гагариной.
Был назначен 26 августа 1818 года руководить Новгородской губернией. На этой должности Жеребцов старался угождать всесильному императорскому фавориту графу Аракчееву. Благодаря его похвальным отзывам Жеребцов неоднократно отмечался властями : в 1822 году ему было пожаловано звание действительного статского советника, в 1823 году он был удостоен ордена Св. Владимира 2-й степени, а в 1824 году — ордена Св. Анны 1-й степени.
После смены императора, поменялось и влияние Аракчеева, но Жеребцов явно переоценил авторитет Аракчеева в глазах нового императора. В 1-м отделении V Департамента Сената 17 апреля 1826 года был составлен список злоупотреблений, которые, по мнению сенаторов, надлежало вменить в вину лично Жеребцову. Всего таких обвинений было семь и все они представлялись довольно серьёзными. Главными из этих семи обвинений были два, касавшихся дела об убийстве Настасьи Шумской. В 1-м отделении работали 5 сенаторов и четверо из них подписались под этим списком обвинений. Пятый сенатор — П. А. Мансуров — высказал особое мнение, которое, однако, ненамного смягчало строгость обвинительных формулировок. Подводя итог своим обвинениям, сенаторы Мертенс, Уваров, Баратынский и граф Толстой предлагали: «лиша Жеребцова всех чинов, дворянства и орденов, сослать в Сибирь на поселение, передавая, впрочем, мнение сие высокомонаршему Его Императорскому Величества благосоизволению». Очень скоро последовало распоряжение Николая I о назначении следствия в целях установления личной вины всех должностных лиц новгородского губернского правления, способствовавших этому. Жеребцову было предписано покинуть Новгород и на все время следствия выехать в Тихвин; 18 мая 1826 года губернатор сдал все дела председателю гражданской палаты Строеву и выехал из Новгорода.
Комиссию для проверки делопроизводства и бухгалтерской отчётности губернской администрации, возглавил сенатор Баранов. Уже первоначальное ознакомление с текущими делами губернского правления и канцелярии губернатора показало, что по состоянию на май 1826 года более 2700 документов, требовавших немедленного разбора, были не рассмотрены. Более 1000 дел хранились в губернской управе от прежнего губернатора, то есть за 8 лет своего нахождения в должности Жеребцов не нашёл времени, чтобы принять по ним решения. Ревизия вскрыла и многочисленные финансовые махинации как самого губернатора, так и лиц из его административного аппарата. На момент ревизии был обнаружен денежный излишек в казначействе — 223 тысячи рублей и не подлежало сомнению, что все эти деньги были бы разворованы. Чтобы не допустить этого сенатор Баранов попросил направить все средства в приказ общественного призрения, в ведении которого находились больницы. В своём докладе министру юстиции Баранов указывал: «…видно, что дела в течение 8-летнего управления Жеребцова губернией доведены были им до крайнего расстройства». Государственный Совет постановил считать виновными в многочисленных нарушениях большую группу новгородских чиновников. Всем виновным грозило уголовное преследование, но Николай I 23 октября 1827 года на решение Государственного Совета наложил резолюцию: «Губернатора Жеребцова, как виновного во всех противозаконных действиях подчиненных ему присутственных мест, предать суду; прочих же, яко подходящих под манифест (от 22 августа 1826 г.), от суда освободить». Однако, в 1827 году Жеребцов так и не отправился в Сибирь. На протяжении ряда лет против него возбуждались всё новые расследования, связанные с различными конкретными фактами нарушений закона.
Умер 23 февраля (7 марта) 1845 года. Похоронен на кладбище московского Донского монастыря. Там же похоронена его жена Надежда Сергеевна (?—29.12.1861), урождённая Олсуфьева, фрейлина великой княгини Анны Фёдоровны.